# Sånahusen
Sånahusen är en småort i Esarps socken i Staffanstorps kommun, Skåne län. Småorten ligger väster om Esarps kyrka och den mindre bebyggelsen där, benämnd Esarp, vilket namn även används för denna ort.

## Historia
Esaprs säteri som låg när kyrkan delades upp och för den del som liggeri denna ort uppfördes nya Esarps säteri, i början av 1900-talet av Gottfried Pettersson, som en tidstypisk villa med stora omkringliggande ekonomilängor.
Tidigare fanns två lanthandlare i byn. Den ena, N.P EFTR som drevs av makarna Larssons, lades ner 1979 och den andra, en ICA handel som även sålde bensin, drevs till början av 1980-talet av John och Ingrid Kristensson.

## Samhället
Sånahusen är en mindre hantverksby med små gathus nära landsvägen. Flertalet av husen är uppförde i slutet av 1800-talet.
År 1909 uppfördes Esarps skola i tidstypisk jugendstil. Den användes som skola fram till början av 1960-talet, och därefter som kommunalhus, bibliotek och fritidsgård. Efter att ha restaurerats, invigdes huset som "Kulturcentrum Esarp" 2007 och används senare för konstutställningar, mötesplats för Esarps Bygdelag, ett skolmuseum och i övervåningen ett ateljé- och personmuseum över konstnären Theodor Jönsson, som under många år bodde i ena delen av skolbyggnaden. 2017 planeras nedervåningen i byggnaden göras om för att rymma lägenheter.
I anslutning till skolan finns en fotbollsplan, som tidigare tjänade som hemmaplan för fotbollsklubben Esarps IF. Tidigare fanns även en 60 meters kolstybbsbana och längdhoppsgrop. Numera är det kompletterat med lekställningar och grillplats.

## Näringsliv
I orten finns 2018 företagen Esarps Trä, Nya Esarp Säteri och Kristenssons Plåtslageri.

## Föreningar
I orten finns 2018 föreningarna Esarps Bygdelag, Esarps fiber och Kulturforum Esarp.

## Kommunikationer
Bussförbindelsen går på ena hållet på väg 798 till Genarp, och på andra hållet till Staffanstorp och Malmö. 

## Personer från orten
På orten har tidigare bott Håkan Hardenberger, Theodor Jönsson, Knut Lindberg och Johan Wester. Knut Lindberg var konstnär och även kantor i Esarps, Kyrkheddinges och senare även Bjällerups kyrkor.